# Courtship Dating
Singles de Crystal Castles
Air War
(2007) Vanished
(2008)
Pistes de Crystal Castles
Air War Good Time
Courtship Dating est une chanson du groupe de musique expérimentale torontois Crystal Castles tiré du premier album de Crystal Castles, du même nom que le groupe. La chanson est le troisième single du groupe. Celui-ci est sorti le 31 mars 2008 accompagné de la face B "Trash Hologram".

## Liste des chansons

### Version vinyle canadienne et britannique[1]
1. Courtship Dating - 3:32
2. Trash Hologram (Démo) - 2:14

### CD-R version canadienne[2]
1. Courtship Dating - 3:32
2. Courtship Dating (Radio Edit) - 2:56

### CD version belge[3]
1. Courtship Dating - 3:32

## Classement
| Publication | Pays        | Nom du classement                 | Année | Place |
| ----------- | ----------- | --------------------------------- | ----- | ----- |
| NME         | Royaume-Uni | "The 50 Best Tracks of the Year"  | 2008  | #44   |
| Pitchfork   | États-Unis  | "The 100 Best Tracks of the Year" | 2008  | #60   |